# 納戸婆
納戸婆（なんどばば、なんどばばあ）は、人家の納戸の中に棲んでいるという老婆の妖怪。西日本で伝承されている。
家人が納戸を掃除しようとすると、中から飛び出して床下へ逃げ込むという伝承が多い。納戸から飛び出して人を脅かす老婆で、庭箒で叩き出すことができるともいう。
また、納戸を掃除すると床下に隠れるともいわれる。西日本では納戸に神を祀ることが多いというが、この納戸婆も元は納戸神として祀られ、家や家族の守り神であったともいう。
岡山県赤磐郡高月村（現・赤磐市）や上道郡（現・岡山市）では、頭の禿げた老婆で、「ホーッ」と声を上げながら現れ、庭箒で叩き出すと縁の下へ逃げ込むという。岡山では旧家の納戸に、小さな老婆姿の納戸婆が座っているともいい、豆狸が化けたものともいわれる。また香川県東部では、生まれたばかりの赤ん坊をさらうとも言われるが、これは山姥との混同によるものとの説もある。
この他、奈良県、兵庫県、宮崎県にも同様の伝承がある。
類似の妖怪に棚婆（たなばば）がある。神奈川県津久井町（現・相模原市）の伝承によるもので、棚とは養蚕時に使われる三階のことをいい、そこに棲みつく恐ろしい老婆だという。